# トーク・トゥ・ミー、トーク・トゥ・ミー
トーク・トゥ・ミー、トーク・トゥ・ミー（Talk To Me, Talk To Me）（あるいはトーク・トゥ・ミー）は、ジョー・セネカが作詞・作曲し、R&Bシンガー、リトル・ウィリー・ジョンが1958年にリリースした楽曲。

## 概要
後に俳優として知られることとなるジョー・セネカが1950年代に書いた楽曲でリトル・ウィリー・ジョンのバージョンがオリジナル。1958年のリリース後、R&Bチャートの5位を記録するヒットとなり、ポップ・チャートでも20位まで上った。ジョンのレパートリーの中でも最も知られたバラードのひとつであり、ロイド・プライス、アレサ・フランクリン、アル・グリーン、ジェームス・ブラウン、ダグ・サーム、ジョニー・テイラーなど多くのアーティストによってカバーされている。作者のジョー・セネカによるバージョンも存在し、ジョンのバージョンから2年後の1960年にシングルとしてリリースされている。
チカーノ・ソウルのバンド、サニー&ザ・サングロウズによる1963年のカバーは、ビルボードのポップ・チャート第11位を記録するヒットとなっている。またカントリー歌手のミッキー・ギリーは1982年にカバーし、カントリー・チャートで第1位を記録している。

## 参加ミュージシャン
- Little Willie John リトル・ウィリー・ジョン - vocals
- Hal Singer ハル・シンガー - tenor saxophone
- Billy Graham ビリー・グレアム - tenor saxophone
- Kelly Owens ケリー・オーウェンズ - piano
- Everett Barksdale エヴァレット・バークスデイル - guitar
- George Barnes ジョージ・バーンズ - guitar
- Al McKibbon アル・マッキボン - bass
- Panama Francis パナマ・フランシス - drums
- chorus[3]